# 陽春 (古琴曲)
陽春，古琴曲，春秋戰國時期已有記載，一說為師曠所作，與〈白雪〉並稱為「陽春白雪」。現存琴譜中首見於明代《神奇秘譜》中的「太古神品」。現今有姚丙炎及吳景略等人依不同琴譜打譜演奏的多個版本。

## 相關記錄
- 朱長文《琴史》：“劉涓子善鼓琴，於郢中奏〈陽春白雪〉之曲。”[1]
- 琴集曰：“白雪師曠所作，商調曲也。”宋玉對楚襄王曰：“〈陽春〉、〈白雪〉，曲彌高而和彌寡。”[2]
- 張華《博物志》曰：“天帝使素女鼓五絃之琴，奏陽春白雪之曲。”至唐高宗時，其曲絕焉。顯慶二年，命太常增修舊曲，呂才上言：“〈陽春白雪〉，調高寡和，宋玉以來，迄今千載，未有能者。今依琴中舊曲，定其宮商，而作是曲。”[3]

## 史料
被收錄於《神奇秘譜》、《風宣玄品》、《西麓堂琴統》、《琴書大全》、《松絃館琴譜》、《大還閣琴譜》、《誠一堂琴譜》、《天聞閣琴譜》、《沙堰琴編》等超過30個古琴譜中。

## 演奏版本
- 《誠一堂琴譜》，吳景略打譜。有吳景略、吳文光、楊春薇等人的錄音。[5][6][7]
- 《神奇秘譜》，姚丙炎打譜。有姚丙炎、姚公敬等人的錄音。[8][9][10]
- 《神奇秘譜》，管平湖打譜並錄音。[11]
- 《神奇秘譜》，吳文光打譜。[12]

## 外部連結
- YouTube上的〈陽春〉，吳景略演奏，收錄於《中國音樂大全‧古琴卷》
- YouTube上的〈陽春〉，楊春薇演奏，收錄於《煦風》